# Édouard Vaillant
Édouard-Marie Vaillant (Vierzon, 26 gennaio 1840 – Saint-Mandé, 18 dicembre 1915) è stato un politico francese.
Fu un protagonista della Comune di Parigi e un importante dirigente socialista.

## Biografia
Ingegnere, dottore in scienze e in medicina, a Parigi frequentò Charles Longuet, Louis-Augustin Rogeard, Jules Vallès, lesse gli scritti di Proudhon e fu membro della Prima Internazionale. Trasferitosi in Germania per studiare filosofia, la guerra franco-prussiana del 1870 lo costrinse a tornare a Parigi.
Durante l'assedio di Parigi conobbe Blanqui. Vaillant fu uno degli organizzatori del Comitato centrale dei venti arrondissement municipali, partecipò alle giornate del 31 ottobre 1870 e del 22 gennaio 1871 contro la politica del governo. Tra i redattori dell'Affiche Rouge che proclamava la necessità della formazione della Comune, non venne eletto l'8 febbraio 1871 all'Assemblea Nazionale.
Con l'instaurazione della Comune, il 26 marzo fu eletto al Consiglio della Comune. Fece parte della Commissione Istruzione pubblica e dispose l'organizzazione delle scuole primarie su base rigorosamente laica. Alla caduta della Comune, si sottrasse alla condanna a morte espatriando in Inghilterra. A Londra fece parte della segreteria dell'Internazionale ma ne uscì nel 1872: a suo dire, quell'organizzazione non era abbastanza rivoluzionaria.
Tornato in Francia con l'amnistia del 1880, si sforzò di unire le diverse anime del socialismo francese. Nel 1893 fu eletto all'Assemblea Nazionale e la carica di deputato gli fu sempre riconfermata nelle successive elezioni. Tra i principali dirigenti della Sezione Francese dell'Internazionale Operaia, nato da una progressiva fusione di diversi partiti socialisti, fu candidato alle elezioni presidenziali del 1913, ma arrivò terzo dopo Jules Pams e Raymond Poincaré.
Morì all'età di 75 anni nel dicembre 1915.